# Людус
Лю́дус (иногда также лю́дос; от лат. ludus — «игра») — один из первичных видов любви (наряду с эросом и сторге), выделяемых в теории цветового круга любви Джона Алана Ли, пользующейся популярностью в современной социальной психологии.
Согласно Ли, людус — это любовь как игра, не слишком глубокая и ориентированная на получение удовольствия. Комбинируясь с другими базовыми разновидностями любви, людус образует вместе с эросом — навязчивую любовь-манию, вместе со сторге — реалистичную и практичную любовь-прагму.